# Heraclia zenkeri
Heraclia zenkeri là một loài bướm đêm trong họ Noctuidae.